# Otiophora lebruniana
Otiophora lebruniana är en måreväxtart som först beskrevs av Paul Rodolphe Joseph Bamps, och fick sitt nu gällande namn av Elmar Robbrecht och Christian Puff. Otiophora lebruniana ingår i släktet Otiophora och familjen måreväxter.

## Underarter
Arten delas in i följande underarter:
- O. l. devrediana
- O. l. lebruniana